# Unione Sportiva Salernitana 1965-1966
Questa pagina raccoglie i dati riguardanti l'Unione Sportiva Salernitana nelle competizioni ufficiali della stagione 1965-1966.

## Stagione
La Salernitana inizia la sua stagione con una vittoria a Lecce e due pareggi, ritrovandosi in vetta alla terza giornata. Due settimane dopo la squadra campana è già in fuga, frenata però dalla sconfitta alla settima giornata che la blocca sempre al primo posto, ma ora a pari punti col Cosenza. Le due squadre viaggiano in maniera parallela in classifica. La Salernitana in casa con l'Ascoli riesce a ottenere un punto dopo una partita caratterizzata da diversi colpi di scena: quattro pali presi dalla squadra granata, un gol annullato e il beffardo pareggio dei marchigiani grazie un tiro che deviato da una pietra, si insacca in rete, peraltro quasi sette minuti oltre il 90'.

Il neoacquisto Pierino Prati, miglior marcatore stagionale della squadra, qui al suo arrivo a Salerno.

Il cammino della Salernitana inizia a farsi complicato quando durante la trasferta di Torre Annunziata, Prati si infortuna seriamente ed è costretto a rimanere fuori per ben 15 giornate; come se no bastasse, di lì a breve anche Adduci  va a riempire  l'infermeria granata. Tuttavia i sostituti Ronconi e Minto si dimostrano all'altezza e al termine della stagione la Salernitana finisce a pari punti col Cosenza: tuttavia non si giocherà lo spareggio-promozione poiché i granata devono recuperare la gara contro l'Aquila, sospesa dopo invasione di campo dei tifosi locali ma incredibilmente non convertita in vittoria a tavolino : la ripetizione finisce 0-0, il minimo indispensabile che serviva alla Salernitana per ottenere la promozione in Serie B.

## Divise
La divisa della Salernitana 1965-1966 era composta da una maglia granata con pantaloncini e calzettoni neri.
| Casa |

## Organigramma societario
Fonte
Area direttiva
- Commissario straordinario: Michele Gagliardi
- Segretario: Bruno Somma

Area tecnica
- Allenatore: Domenico Rosati
- Allenatore in seconda: Mario Saracino
- Magazziniere: Pasquale Sammarco

Area sanitaria
- Medico Sociale: William Rossi
- Massaggiatore: Bruno Carmando

## Rosa
Fonte
| N. |                   | Ruolo | Calciatore         |
| -- | ----------------- | ----- | ------------------ |
|    | Italia (bandiera) | P     | Paolo Cioni        |
|    | Italia (bandiera) | P     | Lorenzo Piccoli    |
|    | Italia (bandiera) | D     | Enrico Alberti     |
|    | Italia (bandiera) | D     | Severino Josio     |
|    | Italia (bandiera) | D     | Giuseppe Morosi    |
|    | Italia (bandiera) | D     | Franco Rosati      |
|    | Italia (bandiera) | D     | Silvano Scarnicci  |
|    | Italia (bandiera) | C     | Pier Luigi Cignani |
|    | Italia (bandiera) | C     | Giampaolo Cominato |

| N. |                   | Ruolo | Calciatore          |
| -- | ----------------- | ----- | ------------------- |
|    | Italia (bandiera) | C     | Francesco Curatoli  |
|    | Italia (bandiera) | C     | Franco Dianti       |
|    | Italia (bandiera) | C     | Sandro Minto        |
|    | Italia (bandiera) | A     | Giuseppe Adduci     |
|    | Italia (bandiera) | A     | Giuseppe Corbellini |
|    | Italia (bandiera) | A     | Pierino Prati       |
|    | Italia (bandiera) | A     | Renato Ronconi      |
|    | Italia (bandiera) | A     | Mario Sestili       |

## Risultati

### Serie C

#### Girone di andata
| Lecce 19 settembre 1965 1ª giornata              | Lecce     | 0 – 2 referto  | Salernitana | Stadio Carlo Pranzo |
| \| \| \| \| \| \| Marcatori \| 34’, 40’ Prati \| |           |                |             |                     |
|                                                  |           |                |             |                     |
|                                                  | Marcatori | 34’, 40’ Prati |             |                     |

| Salerno 26 settembre 1965 2ª giornata | Salernitana | 0 – 0 referto | Nardò | Stadio Donato Vestuti |

| Trapani 3 ottobre 1965 3ª giornata | Trapani | 0 – 0 referto | Salernitana | Stadio Polisportivo Provinciale |

| Siracusa 10 ottobre 1965 4ª giornata                                   | Siracusa  | 0 – 3 referto                        | Salernitana | Stadio Comunale |
| \| \| \| \| \| \| Marcatori \| 57’ Cignani 79’ Prati 80’ Corbellini \| |           |                                      |             |                 |
|                                                                        |           |                                      |             |                 |
|                                                                        | Marcatori | 57’ Cignani 79’ Prati 80’ Corbellini |             |                 |

| Salerno 17 ottobre 1965 5ª giornata         | Salernitana | 1 – 0 referto | Chieti | Stadio Donato Vestuti |
| \| \| \| \| \| Prati 78’ \| Marcatori \| \| |             |               |        |                       |
|                                             |             |               |        |                       |
| Prati 78’                                   | Marcatori   |               |        |                       |

| Salerno 24 ottobre 1965 6ª giornata          | Salernitana | 1 – 0 referto | Taranto | Stadio Donato Vestuti |
| \| \| \| \| \| Rosati 39’ \| Marcatori \| \| |             |               |         |                       |
|                                              |             |               |         |                       |
| Rosati 39’                                   | Marcatori   |               |         |                       |

| Cosenza 31 ottobre 1965 7ª giornata                          | Cosenza   | 2 – 0 referto | Salernitana | Stadio San Vito |
| \| \| \| \| \| Marmiroli 3’ Campanini 75’ \| Marcatori \| \| |           |               |             |                 |
|                                                              |           |               |             |                 |
| Marmiroli 3’ Campanini 75’                                   | Marcatori |               |             |                 |

| Salerno 7 novembre 1965 8ª giornata                       | Salernitana | 2 – 0 referto | Avellino | Stadio Donato Vestuti |
| \| \| \| \| \| Cominato 43’ Dianti 83’ \| Marcatori \| \| |             |               |          |                       |
|                                                           |             |               |          |                       |
| Cominato 43’ Dianti 83’                                   | Marcatori   |               |          |                       |

| Pescara 14 novembre 1965 9ª giornata | Pescara | 0 – 0 referto | Salernitana | Stadio Adriatico |

| Salerno 21 novembre 1965 10ª giornata                        | Salernitana | 1 – 1 referto | Del Duca Ascoli | Stadio Donato Vestuti |
| \| \| \| \| \| Cominato 88’ \| Marcatori \| 90+5’ Capelli \| |             |               |                 |                       |
|                                                              |             |               |                 |                       |
| Cominato 88’                                                 | Marcatori   | 90+5’ Capelli |                 |                       |

| Salerno 28 novembre 1965 11ª giornata                                                           | Salernitana | 5 – 1 referto | Crotone | Stadio Donato Vestuti |
| \| \| \| \| \| Nardi 13’ (aut.) Cominato 19’, 63’, 65’ Prati 90’ \| Marcatori \| 35’ Rondoni \| |             |               |         |                       |
|                                                                                                 |             |               |         |                       |
| Nardi 13’ (aut.) Cominato 19’, 63’, 65’ Prati 90’                                               | Marcatori   | 35’ Rondoni   |         |                       |

| Agrigento 5 dicembre 1965 12ª giornata | Akragas | 0 – 0 referto | Salernitana | Stadio Esseneto |

| Bari 12 dicembre 1965 13ª giornata | Bari | 0 – 0 referto | Salernitana | Stadio della Vittoria |

| Salerno 19 dicembre 1965 14ª giornata                       | Salernitana | 3 – 0 referto | Casertana | Stadio Donato Vestuti |
| \| \| \| \| \| Dianti 46’ Prati 84’, 88’ \| Marcatori \| \| |             |               |           |                       |
|                                                             |             |               |           |                       |
| Dianti 46’ Prati 84’, 88’                                   | Marcatori   |               |           |                       |

| Salerno 2 gennaio 1966 15ª giornata            | Salernitana | 1 – 0 referto | L'Aquila | Stadio Donato Vestuti |
| \| \| \| \| \| Cominato 69’ \| Marcatori \| \| |             |               |          |                       |
|                                                |             |               |          |                       |
| Cominato 69’                                   | Marcatori   |               |          |                       |

| Torre Annunziata 9 gennaio 1966 16ª giornata                                 | Savoia    | 2 – 2 referto       | Salernitana | Stadio Comunale |
| \| \| \| \| \| Ferrari 4’ Padovan 50’ \| Marcatori \| 45’ Prati 73’ Minto \| |           |                     |             |                 |
|                                                                              |           |                     |             |                 |
| Ferrari 4’ Padovan 50’                                                       | Marcatori | 45’ Prati 73’ Minto |             |                 |

| San Benedetto del Tronto 16 gennaio 1966 17ª giornata | Sambenedettese | 1 – 0 referto | Salernitana |  |
| \| \| \| \| \| Panza 31’ \| Marcatori \| \|           |                |               |             |  |
|                                                       |                |               |             |  |
| Panza 31’                                             | Marcatori      |               |             |  |

#### Girone di ritorno
| Salerno 23 gennaio 1966 18ª giornata                                            | Salernitana | 4 – 0 referto | Lecce | Stadio Donato Vestuti |
| \| \| \| \| \| Sestili 4’ Ronconi 34’, 64’ Rosati 62’ (rig.) \| Marcatori \| \| |             |               |       |                       |
|                                                                                 |             |               |       |                       |
| Sestili 4’ Ronconi 34’, 64’ Rosati 62’ (rig.)                                   | Marcatori   |               |       |                       |

| Nardò 30 gennaio 1966 19ª giornata                              | Nardò     | 1 – 1 referto     | Salernitana | Stadio Granata |
| \| \| \| \| \| Colucci 75’ \| Marcatori \| 80’ (rig.) Rosati \| |           |                   |             |                |
|                                                                 |           |                   |             |                |
| Colucci 75’                                                     | Marcatori | 80’ (rig.) Rosati |             |                |

| Salerno 6 febbraio 1966 20ª giornata                                                      | Salernitana | 3 – 1 referto        | Trapani | Stadio Donato Vestuti |
| \| \| \| \| \| Cominato 44’ Minto 47’ Sestili 77’ \| Marcatori \| 22’ (rig.) Cavallini \| |             |                      |         |                       |
|                                                                                           |             |                      |         |                       |
| Cominato 44’ Minto 47’ Sestili 77’                                                        | Marcatori   | 22’ (rig.) Cavallini |         |                       |

| Salerno 13 febbraio 1966 21ª giornata                     | Salernitana | 2 – 0 referto | Siracusa | Stadio Donato Vestuti |
| \| \| \| \| \| Ronconi 35’ Sestili 82’ \| Marcatori \| \| |             |               |          |                       |
|                                                           |             |               |          |                       |
| Ronconi 35’ Sestili 82’                                   | Marcatori   |               |          |                       |

| Chieti 20 febbraio 1966 22ª giornata                                    | Chieti    | 1 – 2 referto             | Salernitana | Stadio della Civitella |
| \| \| \| \| \| Pinelli 28’ \| Marcatori \| 7’ Cignani 79’ Corbellini \| |           |                           |             |                        |
|                                                                         |           |                           |             |                        |
| Pinelli 28’                                                             | Marcatori | 7’ Cignani 79’ Corbellini |             |                        |

| Taranto 27 febbraio 1966 23ª giornata | Taranto | 0 – 0 referto | Salernitana | Stadio Erasmo Iacovone |

| Salerno 6 marzo 1966 24ª giornata | Salernitana | 0 – 0 referto | Cosenza | Stadio Donato Vestuti |

| Avellino 13 marzo 1966 25ª giornata                          | Avellino  | 1 – 1 referto | Salernitana | Campo di Piazza d'Armi |
| \| \| \| \| \| Gasparini 89’ \| Marcatori \| 50’ Cominato \| |           |               |             |                        |
|                                                              |           |               |             |                        |
| Gasparini 89’                                                | Marcatori | 50’ Cominato  |             |                        |

| Salerno 20 marzo 1966 26ª giornata           | Salernitana | 1 – 0 referto | Pescara | Stadio Donato Vestuti |
| \| \| \| \| \| Rosati 46’ \| Marcatori \| \| |             |               |         |                       |
|                                              |             |               |         |                       |
| Rosati 46’                                   | Marcatori   |               |         |                       |

| Ascoli Piceno 27 marzo 1966 27ª giornata | Del Duca Ascoli | 0 – 0 referto | Salernitana | Stadio Cino e Lillo Del Duca |

| Crotone 3 aprile 1966 28ª giornata                                   | Crotone   | 1 – 2 referto          | Salernitana | Stadio Ezio Scida |
| \| \| \| \| \| Rondoni 55’ \| Marcatori \| 43’ Ronconi 50’ Rosati \| |           |                        |             |                   |
|                                                                      |           |                        |             |                   |
| Rondoni 55’                                                          | Marcatori | 43’ Ronconi 50’ Rosati |             |                   |

| Salerno 10 aprile 1966 29ª giornata                                 | Salernitana | 2 – 1 referto | Akragas | Stadio Donato Vestuti |
| \| \| \| \| \| Minto 10’ Cominato 81’ \| Marcatori \| 64’ Franzò \| |             |               |         |                       |
|                                                                     |             |               |         |                       |
| Minto 10’ Cominato 81’                                              | Marcatori   | 64’ Franzò    |         |                       |

| Salerno 24 aprile 1966 30ª giornata          | Salernitana | 1 – 0 referto | Bari | Stadio Donato Vestuti |
| \| \| \| \| \| Sestili 6’ \| Marcatori \| \| |             |               |      |                       |
|                                              |             |               |      |                       |
| Sestili 6’                                   | Marcatori   |               |      |                       |

| Caserta 1º maggio 1966 31ª giornata             | Casertana | 1 – 0 referto | Salernitana | Stadio Alberto Pinto |
| \| \| \| \| \| Cavazzoni 89’ \| Marcatori \| \| |           |               |             |                      |
|                                                 |           |               |             |                      |
| Cavazzoni 89’                                   | Marcatori |               |             |                      |

| L'Aquila 29 maggio 1966 32ª giornata | L'Aquila | 0 – 0 Recupero referto | Salernitana | Stadio Tommaso Fattori |

| Salerno 15 maggio 1966 33ª giornata                   | Salernitana | 2 – 0 referto | Savoia | Stadio Donato Vestuti |
| \| \| \| \| \| Minto 20’ Prati 75’ \| Marcatori \| \| |             |               |        |                       |
|                                                       |             |               |        |                       |
| Minto 20’ Prati 75’                                   | Marcatori   |               |        |                       |

| Salerno 22 maggio 1966 34ª giornata                                          | Salernitana | 3 – 0 referto | Sambenedettese | Stadio Donato Vestuti |
| \| \| \| \| \| Corbellini 20’ Rosati 67’ (rig.) Prati 73’ \| Marcatori \| \| |             |               |                |                       |
|                                                                              |             |               |                |                       |
| Corbellini 20’ Rosati 67’ (rig.) Prati 73’                                   | Marcatori   |               |                |                       |

## Statistiche

### Statistiche di squadra
| Competizione | Punti | In casa | In casa | In casa | In casa | In casa | In casa | In trasferta | In trasferta | In trasferta | In trasferta | In trasferta | In trasferta | Totale | Totale | Totale | Totale | Totale | Totale | DR  |
| Competizione | Punti | G       | V       | N       | P       | Gf      | Gs      | G            | V            | N            | P            | Gf           | Gs           | G      | V      | N      | P      | Gf     | Gs     | DR  |
| ------------ | ----- | ------- | ------- | ------- | ------- | ------- | ------- | ------------ | ------------ | ------------ | ------------ | ------------ | ------------ | ------ | ------ | ------ | ------ | ------ | ------ | --- |
| Serie C      | 49    | 17      | 14      | 3       | 0       | 32      | 4       | 17           | 4            | 10           | 3            | 13           | 10           | 34     | 18     | 13     | 3      | 45     | 14     | +31 |

### Andamento in campionato
| Giornata  | 1 | 2 | 3 | 4 | 5 | 6 | 7 | 8 | 9 | 10 | 11 | 12 | 13 | 14 | 15 | 16 | 17 | 18 | 19 | 20 | 21 | 22 | 23 | 24 | 25 | 26 | 27 | 28 | 29 | 30 | 31 | 32 | 33 | 34 |
| --------- | - | - | - | - | - | - | - | - | - | -- | -- | -- | -- | -- | -- | -- | -- | -- | -- | -- | -- | -- | -- | -- | -- | -- | -- | -- | -- | -- | -- | -- | -- | -- |
| Luogo     | T | C | T | T | C | C | T | C | T | C  | C  | T  | T  | C  | C  | T  | T  | C  | T  | C  | C  | T  | T  | C  | T  | C  | T  | T  | C  | C  | T  | T  | C  | C  |
| Risultato | V | N | N | V | V | V | P | V | N | N  | V  | N  | N  | V  | V  | N  | P  | V  | N  | V  | V  | V  | N  | N  | N  | V  | N  | V  | V  | V  | P  | N  | V  | V  |

Legenda:

Luogo: C = Casa; T = Trasferta. Risultato: V = Vittoria; N = Pareggio; P = Sconfitta.

### Statistiche dei giocatori
Fonte
| Giocatore     | Serie C  | Serie C | Serie C     | Serie C    |
| Giocatore     | Presenze | Reti    | Ammonizioni | Espulsioni |
| ------------- | -------- | ------- | ----------- | ---------- |
| G. Adducci    | 1        | 0       | ?           | ?          |
| E. Alberti    | 33       | 0       | ?           | ?          |
| P. Cignani    | 33       | 2       | ?           | ?          |
| P. Cioni      | 0        | -0      | 0           | 0          |
| G. Cominato   | 33       | 9       | ?           | ?          |
| G. Corbellini | 28       | 3       | ?           | ?          |
| F. Curatoli   | 5        | 0       | ?           | ?          |
| F. Dianti     | 16       | 2       | ?           | ?          |
| S. Josio      | 26       | 0       | ?           | ?          |
| S. Minto      | 31       | 4       | ?           | ?          |
| G. Morosi     | 19       | 0       | ?           | ?          |
| L. Piccoli    | 34       | -14     | ?           | ?          |
| P. Prati      | 19       | 10      | ?           | ?          |
| R. Ronconi    | 17       | 4       | ?           | ?          |
| F. Rosati     | 28       | 6       | ?           | ?          |
| S. Scarnicci  | 34       | 0       | ?           | ?          |
| M. Sestili    | 27       | 4       | ?           | ?          |